# Меки умения
Меките умения са комбинация от социални умения, комуникационни умения, черти на характера или личността, нагласи, кариерни качества,  коефициенти за социална интелигентност и емоционална интелигентност, наред с други, които дават възможност на хората да се ориентират в средата си, да работят добре с другите, да се представят добре и да постигат целите си с допълващи твърди умения.
Терминът е често използван в сферата на Човешките ресурси.